# 艾索萊申角
78°11′S 167°30′E / 78.183°S 167.500°E
艾索萊申角是南極洲的海岬，位於羅斯群島的懷特島東南端，由新西蘭的地質測量探險隊命名，現時由南極條約體系管理。